# Frol Romanovič Kozlov
Frol Romanovič Kozlov (in russo Фрол Романович Козлов?; Loščinino, 18 agosto 1908, 5 agosto del calendario giuliano – Mosca, 30 gennaio 1965) è stato un politico sovietico.

## Biografia
Iscritto al Partito Comunista di tutta l'Unione dal 1926, studiò a Leningrado all'Università comunista, poi presso la facoltà operaia dell'Istituto montano e successivamente al Politecnico, dove si laureò nel 1936. Fece carriera nel partito e tra il 1950 e il 1952 fu Primo segretario del comitato cittadino di Leningrado e tra il 1953 e il 1957 di quello regionale, mentre nel 1952 era divenuto membro del Comitato Centrale. Dal 1957 al 1964 fece parte del Presidium del Comitato centrale del PCUS, mentre fu presidente del Consiglio dei ministri della RSFS Russa dal 1957 al 1958 e membro della Segreteria del Comitato centrale dal 1960 al 1964.